# Mercedes-Benz OM651

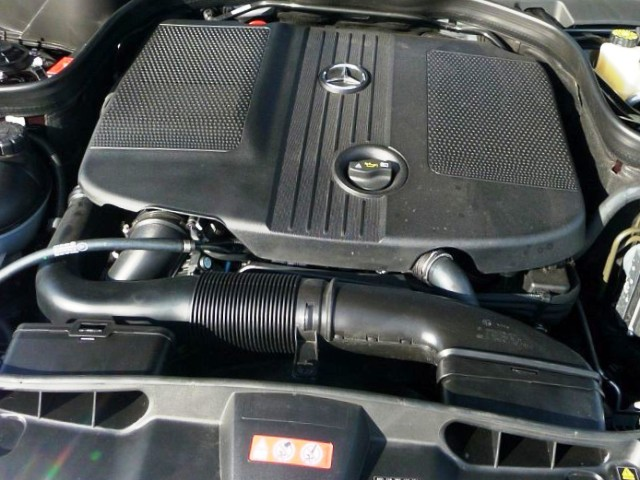
Il motore OM651 da 2.1 litri

La sigla OM651 identifica una famiglia di motori diesel prodotti dal 2008 al 2020 dalla Casa automobilistica tedesca Mercedes-Benz.

## Profilo e caratteristiche

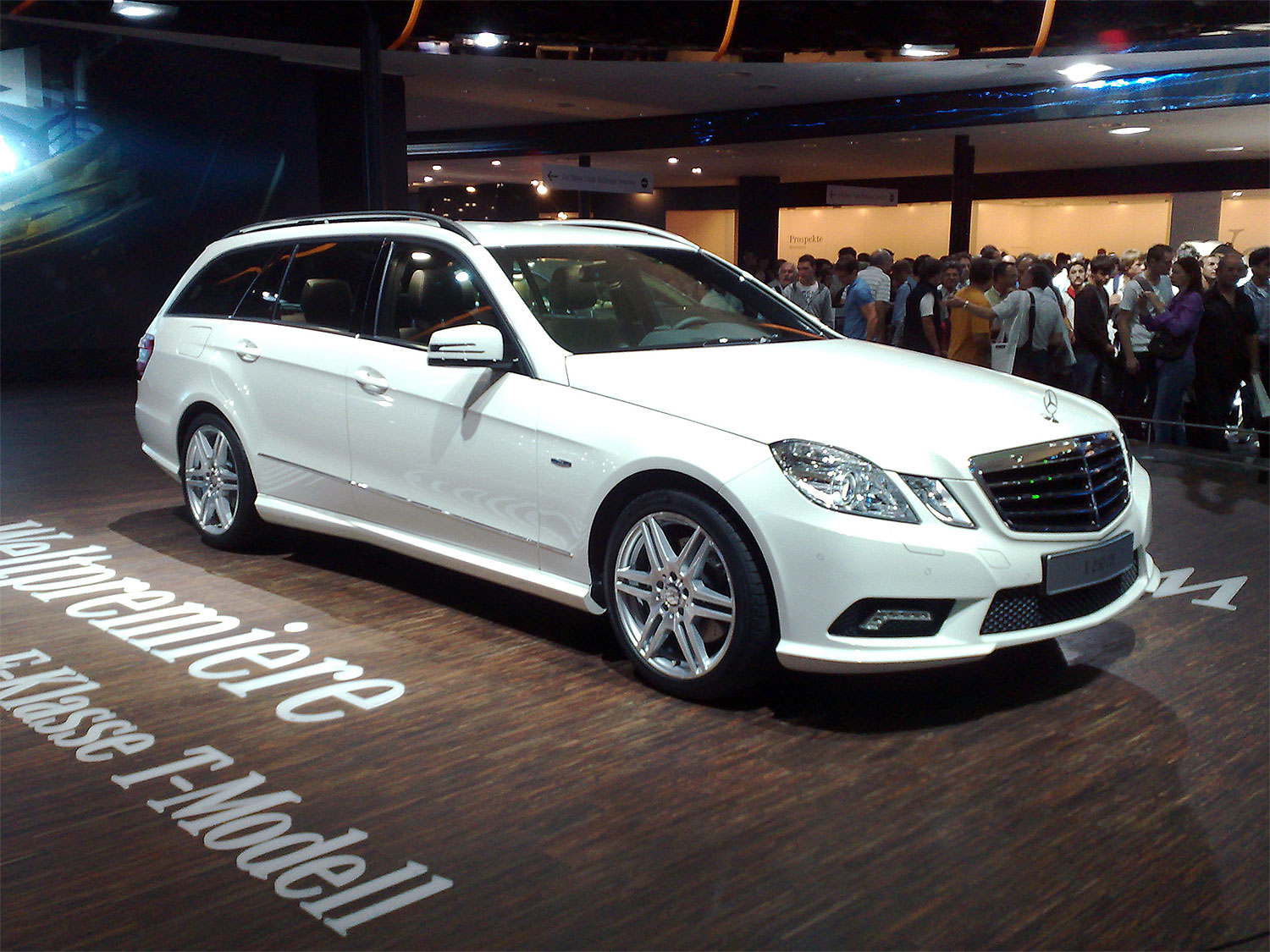
Una Classe E S212, tra le principali applicazioni del 2.1 litri OM651

Questa famiglia di motori venne introdotto dalla Casa di Stoccarda per meglio soddisfare le sempre più stringenti normative antinquinamento. I motori OM651 vengono preassemblati ad Untertürkheim, per essere poi ultimati in Turingia alla MDC Power. Si tratta di motori quadricilindrici turbodiesel ad iniezione diretta con tecnologia common rail di terza generazione. Questi motori presentano soluzioni d'avanguardia, come gli iniettori piezoelettrici, utilizzati fino a quel momento solo su pochi altri propulsori al mondo. Tale tecnologia permette un dosaggio preciso e particolarmente rapido del gasolio. Ciò permette minori sprechi e di conseguenza minori consumi, oltre che minori emissioni inquinanti. Anche la presenza del sistema di ricircolo dei gas combusti dà un contributo notevole in tal senso, abbattendo l'emissione di ossidi di azoto.

Le caratteristiche generali dei motori OM651 sono le seguenti:
- architettura a 4 cilindri in linea;
- monoblocco in ghisa;
- testata in lega di alluminio;
- distribuzione a due assi a camme in testa;
- testata a quattro valvole per cilindro;
- rapporto di compressione: 16.2;
- alimentazione ad iniezione elettronica diretta common-rail;
- pressione di alimentazione pari a 2000 bar;
- sovralimentazione ad uno o due turbocompressori a geometria variabile con intercooler;
- albero a gomiti a cinque supporti di banco;
- doppio contralbero di equilibratura;
- volano bi-massa.

### OM651DE22LA (.red)

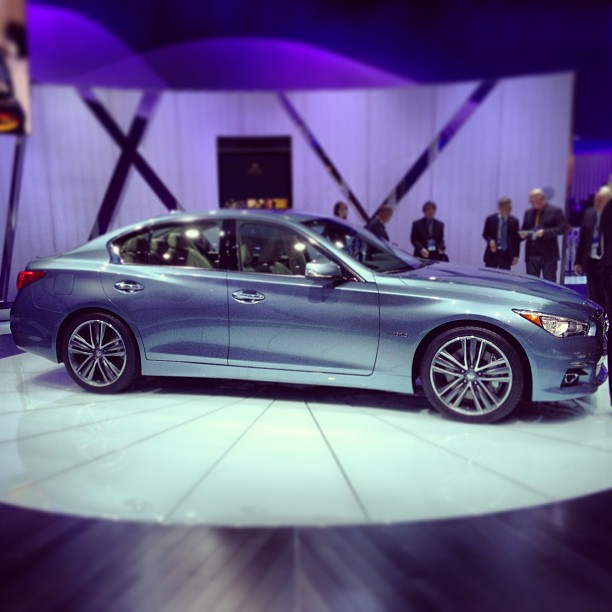
Il motore OM651DE22LA nella sua variante da 170 CV ha trovato applicazione anche sotto il cofano della Infiniti Q50 2.2d

Questa sigla identifica la versione da 2.1 litri, la prima ad essere stata introdotta. Essa è caratterizzata da misure di alesaggio e corsa pari ad 83x99 mm, per una cilindrata di 2143 cm³. 

Esso va ad affiancare ed in seguito a sostituire il motore OM646 da 2.2 litri, rispetto al quale è un motore completamente nuovo. La sovralimentazione avviene mediante un turbocompressore ICSI nella versione meno potente, ma le altre due montano la doppia sovralimentazione, ottenuta mediante due turbocompressori BorgWarner disposti in serie con funzionamento di tipo bi-stadio. Mentre la versione a singolo turbocompressore monta iniettori a solenoide, le altre due montano iniettori piezoelettrici in grado di effettuare fino a sette iniezione per ogni ciclo. 

Esso viene proposto in più livelli di potenza, da 95 a 204 CV, ed il livello più alto riesce a porsi quasi alla pari con il 3 litri OM642, perciò può essere considerato anche un'alternativa a quest'ultimo, oltre che al più grande OM646.

Questo motore è stato generalmente applicato su modelli di fascia media o al più per alcune versioni di base di vetture di segmento E, ma alla fine del 2010 questo motore ha stabilito un piccolo primato per essere stato il primo 4 cilindri della storia ad essere stato montato sotto il cofano di una Classe S, con l'introduzione della S250 CDI W221, appartenente addirittura al segmento F.

A partire dal 2011, il motore ha visto l'arrivo della tecnologia BlueTEC, grazie alla quale vengono drasticamente ridotte le emissioni nocive. Introdotto per la prima volta nella ML250 CDI, questo motore è stato successivamente esteso anche ad alcuni modelli della Classe GLK.

#### La variante ibrida
Nel 2012 il motore OM651DE22LA ha esordito anche in versione ibrida: in questo caso, al propulsore tradizionale viene accoppiato un motore elettrico da 27 CV e 250 Nm che può aiutare il motore a gasolio durante le fasi di accelerazione oppure sostituirlo durante la marcia a bassissima velocità. Tale motore elettrico è lo stesso che viene montato anche in accoppiamento con il motore M276 da 3.5 litri nel caso della Mercedes-Benz S400 Hybrid W222. Il motore elettrico e quello endotermico sono interfacciati tra loro mediante una frizione speciale che a sua volta interagisce con il cambio automatico 7G-TRONIC Plus. In più è presente il dispositivo Stop & Start che spegne il motore durante le soste forzate. Questo motore ha debuttato al Salone di Parigi del 2012, e viene attualmente montato sotto il cofano di:
- Mercedes-Benz E300 BlueTEC Hybrid W212 (dal 09/2012);
- Mercedes-Benz S300 Hybrid W222 (dal 03/2014).

#### La variante BlueTEC
A partire dal 2012 il 2.2 litri OM651 è stato proposto anche con tecnologia BlueTEC integrata, come già avvenuto nei diesel a 6 cilindri della famiglia OM642. Anche in questo caso viene sfruttato il principio dell'additivo AdBlue, che tramuta gran parte dei gas di scarico in gas innocui, diminuendo quindi la tossicità dei gas in uscita. Questa motorizzazione è basata sulla variante da 170 CV, di cui riprende le caratteristiche di potenza e coppia.

#### Altre applicazioni
Vi sono stati in realtà altre varianti di questo motore, che però hanno trovato applicazione solo in un ambito più ristretto, vale a dire quello del trasporto leggero. Qui sono esistiti altri tre livelli di potenza, rispettivamente di 95, 129 e 163 CV a 3800 giri/min, con rispettivi valori di coppia massima di 250, 305 e 360 Nm tra 1400 e 2400 giri/min. Tali varianti trovano applicazione sui nuovi Sprinter W906 prodotti dal 2009.

### OM651DE18LA
Nella seconda metà del 2011 è stata introdotta la seconda versione della famiglia OM651: il motore OM651DE18LA nasce dalla decisa riduzione della corsa del motore da 2.1 litri, corsa passata da 99 ad 83 mm, facendo così del nuovo motore un'unità di tipo quadro (83x83 mm), della cilindrata di 1796 cm³. Mantenendo invariato il rapporto di compressione a 16.2:1, questo motore è stato proposto in due livelli di potenza, 109 e 136 CV, ed è stato montato in entrambe le configurazioni sui modelli basati sulla terza generazione della Classe A.

### Riepilogo caratteristiche
I motori OM651 hanno trovato applicazione quasi totalmente su modelli Mercedes-Benz. Le poche eccezioni derivano dall'alleanza tra la Daimler AG ed il gruppo Renault-Nissan e vede l'utilizzo del motore OM651DE22LA sotto il cofano di alcuni modelli a marchio Infiniti (tale marchio è infatti il brand di lusso della Nissan Motor Co.), oppure dall'alleanza stretta da Daimler AG e Chrysler Group, con la fornitura del motore OM651 per l'equipaggiamento di modelli a marchio Jeep, come la Compass. In seguito all'alleanza tra Fiat e Jeep, quest'ultimo marchio ha iniziato a montare motori Fiat Multijet sulla propria gamma.
 
Di seguito vengono riepilogate le caratteristiche dei motori OM651, nelle due versioni e nelle diverse varianti in cui esse sono previste:
| Motore Mercedes-Benz OM651 |                        |            |                |                |                                                                             |                    |                                                        |
| Variante | Alesaggio e corsa (mm) | Cilindrata | Potenza CV/rpm | Coppia Nm/rpm  | Applicazioni                                                                | Anni di produzione | Note                                                   |
| OM651DE18LA red. | 83x83                  | 1796       | 109/ 3200-4600 | 250/ 1400-2800 | Mercedes-Benz A 180 CDI W176                                                | 07/2012-05/2018    |                                                        |
| OM651DE18LA red. | 83x83                  | 1796       | 109/ 3200-4600 | 250/ 1400-2800 | Mercedes-Benz B 180 CDI BlueEFFICIENCY W246                                 | 11/2011-11/2018    |                                                        |
| OM651DE18LA | 83x83                  | 1796       | 136/ 3600-4400 | 300/ 1600-3000 | Mercedes-Benz A 200 CDI W176                                                | 07/2012-02/2014    |                                                        |
| OM651DE18LA | 83x83                  | 1796       | 136/ 3600-4400 | 300/ 1600-3000 | Mercedes-Benz B 200 CDI BlueEFFICIENCY W246                                 | 10/2011-11/2014    |                                                        |
| OM651DE18LA | 83x83                  | 1796       | 136/ 3600-4400 | 300/ 1600-3000 | Mercedes-Benz CLA 200 CDI C117                                              | 05/2013-08/2014    |                                                        |
| OM651DE22LA red. | 83x99                  | 2143       | 95/3800        | 250/ 1400-2400 | Mercedes-Benz Vito 110 CDI W639                                             | 2010-14            |                                                        |
| OM651DE22LA red. | 83x99                  | 2143       | 95/3800        | 250/ 1400-2400 | Mercedes-Benz Sprinter 210 CDI/310 CDI/510 CDI W906                         | 2009-05/2016       |                                                        |
| OM651DE22LA red. | 83x99                  | 2143       | 95/3800        | 250/ 1400-2400 | Mercedes-Benz Sprinter 210 BlueTEC/310 BlueTEC/510 BlueTEC W906             | 2013-05/2016       |                                                        |
| OM651DE22LA red. | 83x99                  | 2143       | 114/3800       | 300/ 1200-2200 | Mercedes-Benz Sprinter 211 CDI/311 CDI/411 CDI/511 CDI W906                 | 06/2016-02/2018    |                                                        |
| OM651DE22LA red. | 83x99                  | 2143       | 114/3800       | 300/ 1200-2200 | Mercedes-Benz Sprinter 211 / 311 / 411 / 511 CDI W907                       | dal 02/2018        |                                                        |
| OM651DE22LA red. | 83x99                  | 2143       | 120/ 2800-4600 | 300/ 1400-2800 | Mercedes-Benz C 180 CDI W204                                                | 2010-14            | Fino al 2012, solo per i mercati olandese ed austriaco |
| OM651DE22LA red. | 83x99                  | 2143       | 129/3800       | 305/ 1200-2400 | Mercedes-Benz Sprinter 213 CDI/313 CDI/513 CDI                              | 2009-05/2016       |                                                        |
| OM651DE22LA red. | 83x99                  | 2143       | 129/3800       | 305/ 1200-2400 | Mercedes-Benz Sprinter 213 BlueTEC/313 BlueTEC/413 BlueTEC/513 BlueTEC W906 | 2013-05/2016       |                                                        |
| OM651DE22LA red. | 83x99                  | 2143       | 136/ 3200-4000 | 300/ 1400-3000 | Mercedes-Benz A 200 CDI W176                                                | 03/2014-06/2015    |                                                        |
| OM651DE22LA red. | 83x99                  | 2143       | 136/ 3200-4000 | 300/ 1400-3000 | Mercedes-Benz A 200d W176                                                   | 07/2015-03/2018    |                                                        |
| OM651DE22LA red. | 83x99                  | 2143       | 136/ 3200-4000 | 300/ 1400-3000 | Mercedes-Benz B 200 CDI W246                                                | 11/2014-11/2018    |                                                        |
| OM651DE22LA red. | 83x99                  | 2143       | 136/ 3200-4000 | 300/ 1400-3000 | Mercedes-Benz CLA 200 CDI C117                                              | 08/2014-02/2019    |                                                        |
| OM651DE22LA red. | 83x99                  | 2143       | 136/ 3600-4200 | 320/ 1400-2800 | Jeep Compass 2.2 CRD                                                        | 2011-16            |                                                        |
| OM651DE22LA red. | 83x99                  | 2143       | 136/ 2800-3000 | 360/ 1600-2600 | Mercedes-Benz C 200 CDI BlueEfficiency W204                                 | 11/2009-01/2014    |                                                        |
| OM651DE22LA red. | 83x99                  | 2143       | 136/ 3000-4600 | 360/ 1600-2600 | Mercedes-Benz E 200 CDI BlueEFFICIENCY/BlueTEC W212                         | 09/2009-08/2014    | Turbo ICSI                                             |
| OM651DE22LA red. | 83x99                  | 2143       | 136/ 3000-4600 | 360/ 1400-2600 | Mercedes-Benz E 200 BlueTEC W212                                            | 09/2014-07/2016    | Turbo ICSI                                             |
| OM651DE22LA red. | 83x99                  | 2143       | 136/3800       | 330/ 1200-2400 | Mercedes-Benz V 200 CDI W447                                                | 05/2014-02/2019    | Turbo ICSI                                             |
| OM651DE22LA red. | 83x99                  | 2143       | 143/3800       | 330/ 1200-2400 | Mercedes-Benz Sprinter 214 CDI/314 CDI/514 CDI W906                         | 06/2016-02/2018    |                                                        |
| OM651DE22LA red. | 83x99                  | 2143       | 143/3800       | 300/ 1200-2200 | Mercedes-Benz 214 / 314 / 414 /514 CDI W907                                 | dal 02/2018        |                                                        |
| OM651DE22LA red. | 83x99                  | 2143       | 143/3200       | 350/ 1200-2800 | Mercedes-Benz GLK 200 CDI                                                   | 09/2010-06/2015    |                                                        |
| OM651DE22LA1 | 83x99                  | 2143       | 163/3800       | 360/ 1400-2400 | Mercedes-Benz Viano 2.2 CDI/Vito 116 CDI                                    | 2010-14            | Sovralimentazione bi-stadio                            |
| OM651DE22LA1 | 83x99                  | 2143       | 163/3800       | 360/ 1400-2400 | Mercedes-Benz Sprinter 216/316/416/516 CDI                                  | 2009-13            | Sovralimentazione bi-stadio                            |
| OM651DE22LA1 | 83x99                  | 2143       | 163/3800       | 360/ 1400-2400 | Mercedes-Benz Sprinter 216 BlueTEC/316 BlueTEC/416 BlueTEC/516 BlueTEC W906 | 2013-18            | Sovralimentazione bi-stadio                            |
| OM651DE22LA1 | 83x99                  | 2143       | 163/3800       | 380/ 1400-2400 | Mercedes-Benz V 220 CDI W447                                                | 05/2014-02/2019    | Sovralimentazione bi-stadio                            |
| OM651DE22LA1 | 83x99                  | 2143       | 163/3800       | 380/ 1400-2400 | Mercedes-Benz Vito 116 CDI W447                                             | dal 05/2014        | Sovralimentazione bi-stadio                            |
| OM651DE22LA1 | 83x99                  | 2143       | 163/3800       | 380/ 1400-2400 | Mercedes-Benz Sprinter 316 / 416 / 516 CDI W907                             | dal 02/2018        | Sovralimentazione bi-stadio                            |
| OM651DE22LA1 | 83x99                  | 2143       | 163/ 3600-4200 | 320/ 1400-3600 | Jeep Compass 2.2 CRD                                                        | 2011-16            | Sovralimentazione bi-stadio                            |
| OM651DE22LA1 | 83x99                  | 2143       | 170/ 3000-4200 | 350/ 1600-3000 | Mercedes-Benz A 220 CDI W176                                                | 11/2012-06/2015    | Sovralimentazione bi-stadio                            |
| OM651DE22LA1 | 83x99                  | 2143       | 170/ 3000-4200 | 350/ 1600-3000 | Mercedes-Benz B 220 CDI W246                                                | 11/2011-11/2014    | Sovralimentazione bi-stadio                            |
| OM651DE22LA1 | 83x99                  | 2143       | 170/ 3000-4200 | 350/ 1600-3000 | Mercedes-Benz CLA 220 CDI C117                                              | 01/2013-11/2014    | Sovralimentazione bi-stadio                            |
| OM651DE22LA1 | 83x99                  | 2143       | 170/ 3000-4200 | 400/ 1400-2800 | Mercedes-Benz C 220 CDI BlueEFFICIENCY W204                                 | 2008-13            | Sovralimentazione bi-stadio                            |
| OM651DE22LA1 | 83x99                  | 2143       | 170/ 3000-4200 | 400/ 1400-2800 | Mercedes-Benz C 220 CDI SW BlueEFFICIENCY S204                              | 01/2009-12/2013    | Sovralimentazione bi-stadio                            |
| OM651DE22LA1 | 83x99                  | 2143       | 170/ 3000-4200 | 400/ 1400-2800 | Mercedes-Benz C 220 CDI Coupé BlueEFFICIENCY C204                           | 05/2011-06/2015    | Sovralimentazione bi-stadio                            |
| OM651DE22LA1 | 83x99                  | 2143       | 170/ 3000-4200 | 400/ 1400-2800 | Mercedes-Benz C 220 BlueTEC                                                 | dal 02/2014        | Sovralimentazione bi-stadio                            |
| OM651DE22LA1 | 83x99                  | 2143       | 170/ 3000-4200 | 400/ 1400-2800 | Mercedes-Benz E 220 CDI BlueEFFICIENCY W212                                 | 08/2009-08/2014    | Sovralimentazione bi-stadio                            |
| OM651DE22LA1 | 83x99                  | 2143       | 170/ 3000-4200 | 400/ 1400-2800 | Mercedes-Benz E 220 CDI BlueTEC W212                                        | 09/2014-07/2016    | Sovralimentazione bi-stadio                            |
| OM651DE22LA1 | 83x99                  | 2143       | 170/ 3000-4200 | 400/ 1400-2800 | Mercedes-Benz CLS 220 BlueTEC C218                                          | 09/2014-01/2018    | Sovralimentazione bi-stadio                            |
| OM651DE22LA1 | 83x99                  | 2143       | 170/ 3000-4200 | 400/ 1400-2800 | Mercedes-Benz GLK 220 CDI BlueEFFICIENCY X204                               | 07/2009-06/2015    | Sovralimentazione bi-stadio                            |
| OM651DE22LA1 | 83x99                  | 2143       | 170/ 3000-4200 | 400/ 1400-2800 | Mercedes-Benz GLK 220 BlueTEC X204                                          | 06/2012-06/2015    | Sovralimentazione bi-stadio                            |
| OM651DE22LA1 | 83x99                  | 2143       | 170/ 3000-4200 | 400/ 1400-2800 | Mercedes-Benz GLC 220d 4MATIC W253                                          | 07/2015-04/2019    | Sovralimentazione bi-stadio                            |
| OM651DE22LA1 | 83x99                  | 2143       | 170/ 3000-4200 | 400/ 1400-2800 | Infiniti Q30 2.2d                                                           | 10/2015-03/2020    | Sovralimentazione bi-stadio                            |
| OM651DE22LA1 | 83x99                  | 2143       | 170/ 3000-4200 | 400/ 1400-2800 | Infiniti QX30 2.2d                                                          | 05/2016-03/2020    | Sovralimentazione bi-stadio                            |
| OM651DE22LA1 | 83x99                  | 2143       | 170/ 3000-4200 | 400/ 1400-2800 | Infiniti Q50 2.2d                                                           | 10/2013-03/2020    | Sovralimentazione bi-stadio                            |
| OM651DE22LA1 | 83x99                  | 2143       | 170/ 3000-4200 | 400/ 1400-2800 | Infiniti Q70 2.2d                                                           | 02/2015-08/2018    | Sovralimentazione bi-stadio                            |
| OM651DE22LA1 | 83x99                  | 2143       | 170/ 3600-3800 | 350/ 1600-3400 | Mercedes-Benz CLA 220 d C117                                                | 06/2018-02/2019    | Sovralimentazione bi-stadio                            |
| OM651DE22LA1 | 83x99                  | 2143       | 177/ 3600-3800 | 350/ 1400-3400 | Mercedes-Benz A220d W176                                                    | 07-2015-03/2018    | Sovralimentazione bi-stadio                            |
| OM651DE22LA1 | 83x99                  | 2143       | 177/ 3600-3800 | 350/ 1400-3400 | Mercedes-Benz B 220 CDI W246                                                | 11/2014-11/2018    | Sovralimentazione bi-stadio                            |
| OM651DE22LA1 | 83x99                  | 2143       | 177/ 3600-3800 | 350/ 1400-3400 | Mercedes-Benz CLA 220 CDI C117                                              | 11/2014-05/2018    | Sovralimentazione bi-stadio                            |
| OM651DE22LA1 | 83x99                  | 2143       | 190/3800       | 440/ 1400-2400 | Mercedes-Benz V 250 CDI W447                                                | 05/2014-02/2019    | Sovralimentazione bi-stadio                            |
| OM651DE22LA1 | 83x99                  | 2143       | 190/3800       | 440/ 1400-2400 | Mercedes-Benz Vito 119 CDI W447                                             | dal 05/2014        | Sovralimentazione bi-stadio                            |
| OM651DE22LA1 | 83x99                  | 2143       | 190/3800       | 440/ 1400-2400 | Mercedes-Benz Sprinter 319 / 419 / 519 CDI W907                             | dal 02/2018        | Sovralimentazione bi-stadio                            |
| OM651DE22LA1 | 83x99                  | 2143       | 204/4200       | 480/ 1600-1800 | Mercedes-Benz GLE 250d W166                                                 | 04/2015-10/2018    | Sovralimentazione bi-stadio                            |
| OM651DE22LA1 | 83x99                  | 2143       | 204/4200       | 500/ 1600-1800 | Mercedes-Benz C 250 CDI BlueEFFICIENCY W204                                 | 2008-14            | Sovralimentazione bi-stadio                            |
| OM651DE22LA1 | 83x99                  | 2143       | 204/4200       | 500/ 1600-1800 | Mercedes-Benz C 250 CDI BlueEFFICIENCY SW S204 / Coupé C204                 | 05/2011-06/2015    | Sovralimentazione bi-stadio                            |
| OM651DE22LA1 | 83x99                  | 2143       | 204/4200       | 500/ 1600-1800 | Mercedes-Benz E 250 CDI BlueEFFICIENCY/BlueTEC W212                         | 2009-14            | Sovralimentazione bi-stadio                            |
| OM651DE22LA1 | 83x99                  | 2143       | 204/4200       | 500/ 1600-1800 | Mercedes-Benz E 250 BlueTEC W212                                            | 2014-16            | Sovralimentazione bi-stadio                            |
| OM651DE22LA1 | 83x99                  | 2143       | 204/4200       | 500/ 1600-1800 | Mercedes-Benz E 250 CDI Coupé BlueEFFICIENCY C207/A207                      | 2009-14            | Sovralimentazione bi-stadio                            |
| OM651DE22LA1 | 83x99                  | 2143       | 204/4200       | 500/ 1600-1800 | Mercedes-Benz E 250 BlueTEC C207/A207                                       | 2014-16            | Sovralimentazione bi-stadio                            |
| OM651DE22LA1 | 83x99                  | 2143       | 204/4200       | 500/ 1600-1800 | Mercedes-Benz E 300 BlueTEC Hybrid W2121                                    | 06/2012-06/2015    | Sovralimentazione bi-stadio                            |
| OM651DE22LA1 | 83x99                  | 2143       | 204/4200       | 500/ 1600-1800 | Mercedes-Benz CLS 250 CDI BlueEFFICIENCY C218                               | 11/2011-08/2014    | Sovralimentazione bi-stadio                            |
| OM651DE22LA1 | 83x99                  | 2143       | 204/4200       | 500/ 1600-1800 | Mercedes-Benz CLS 250 BlueTEC C218                                          | 09/2014-01/2018    | Sovralimentazione bi-stadio                            |
| OM651DE22LA1 | 83x99                  | 2143       | 204/4200       | 500/ 1600-1800 | Mercedes-Benz S 250 CDI W221                                                | 12/2010-05/2013    | Sovralimentazione bi-stadio                            |
| OM651DE22LA1 | 83x99                  | 2143       | 204/4200       | 500/ 1600-1800 | Mercedes-Benz S 300 Hybrid W2221                                            | 03/2014-06/2017    | Sovralimentazione bi-stadio                            |
| OM651DE22LA1 | 83x99                  | 2143       | 204/4200       | 500/ 1600-1800 | Mercedes-Benz SLK 250 CDI R172                                              | 12/2011-04/2015    | Sovralimentazione bi-stadio                            |
| OM651DE22LA1 | 83x99                  | 2143       | 204/4200       | 500/ 1600-1800 | Mercedes-Benz SLC 250 d R172                                                | 05/2015-04/2017    | Sovralimentazione bi-stadio                            |
| OM651DE22LA1 | 83x99                  | 2143       | 204/4200       | 500/ 1600-1800 | Mercedes-Benz GLK 250 CDI BlueEFFICIENCY X204                               | 2010-12            | Sovralimentazione bi-stadio                            |
| OM651DE22LA1 | 83x99                  | 2143       | 204/4200       | 500/ 1600-1800 | Mercedes-Benz GLK 250 BlueTEC X204                                          | 06/2012-06/2015    | Sovralimentazione bi-stadio                            |
| OM651DE22LA1 | 83x99                  | 2143       | 204/4200       | 500/ 1600-1800 | Mercedes-Benz GLC 250d 4MATIC W253                                          | 07/2015-04/2019    | Sovralimentazione bi-stadio                            |
| OM651DE22LA1 | 83x99                  | 2143       | 204/4200       | 500/ 1600-1800 | Mercedes-Benz ML 250 CDI 4Matic BlueTEC                                     | 11/2011-04/2015    | Sovralimentazione bi-stadio                            |
| OM651DE22LA1 | 83x99                  | 2143       | 204/4200       | 500/ 1600-1800 | Mercedes-Benz GLE 250d 4MATIC W166                                          | 04/2015-10/2018    | Sovralimentazione bi-stadio                            |
| Note: 1Le varianti destinate a modelli ibridi sono accoppiate con un motore elettrico da 27 CV, per cui la potenza massima totale dichiarata dal costruttore e visibile nelle schede tecniche è di 231 CV |                        |            |                |                |                                                                             |                    |                                                        |